# Epicauta proscripta
Epicauta proscripta es una especie de coleóptero de la familia Meloidae.

## Distribución geográfica
Habita en Misisipi (Estados Unidos).